# ルイ・カユザック
ルイ・ジャン・バティスト・カユザック（Louis Jean Baptiste Cahuzac, 1880年7月12日 - 1960年8月9日）は、フランスのクラリネット奏者、作曲家。
エロー県キャラントの生まれ。アマチュアの音楽家だった父親から音楽の手ほどきを受け、トゥールーズ音楽院を経てパリ音楽院でシリル・ローズにクラリネットを学んだ。1899年にプルミエ・プリを獲得して音楽院を卒業後、1901年から1920年までパリ・オペラ座管弦楽団の首席クラリネット奏者を務め、その間にコンセール・コロンヌ、トゥシェやリュション・カジノのコンサートにも参加した。パリ・オペラ座を退団後は、ソリストとしてフランス内外に演奏旅行に出かけ、国際的な名声を確立した。
クラリネットとピアノで演奏される小品「カンティレーヌ」の作曲者として知られる。
教育者として、バニェール＝ド・リュションの自宅で後進を指導し、エドゥアルト・ブルンナーらを育てた。
パリのシャンゼリゼ通りでモペッドを運転中に交通事故を起こして亡くなった。